# Encyclopaediæ, seu Orbis disciplinarum, tam sacrarum quam prophanarum, epistemon

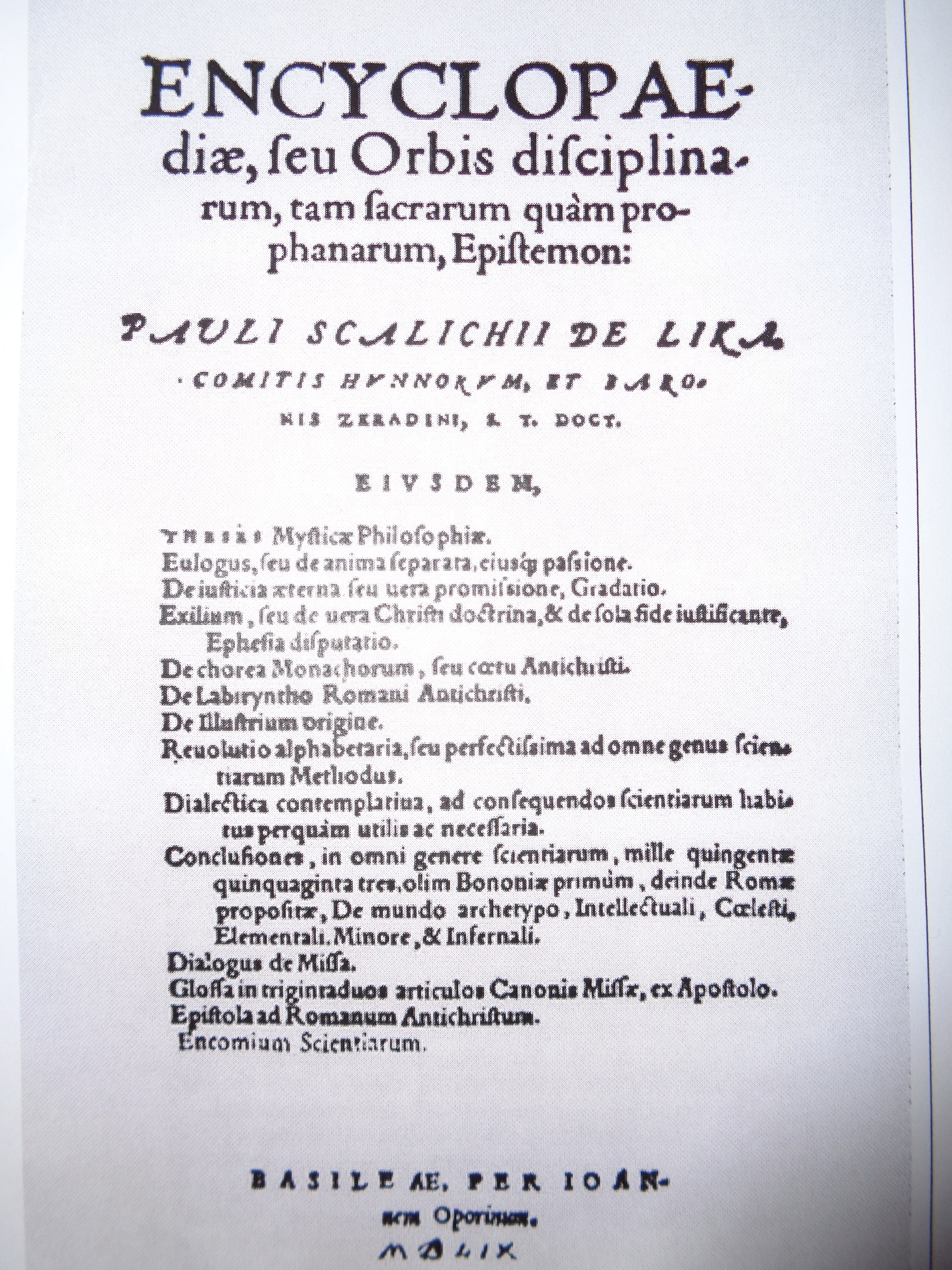
Титульный лист Encyclopaediæ, seu Orbis disciplinarum, tam sacrarum quam prophanarum, epistemon Скалиха 1559 года, возможно, одна из первых энциклопедий, в названии которой чётко упомянут термин «энциклопедия».

Encyclopaediæ, seu Orbis disciplinarum, tam sacrarum quam prophanarum, epistemon (с лат. — «Энциклопедии, или Знание о мире наук как священных, так и мирских») — ранняя энциклопедия, написанная на латыни немецким автором хорватского происхождения Паулем Скалихом. Впервые была опубликована Иоганном Опорином в Базеле в 1559 году и переиздана в Кёльне в 1571 году.
Встречаются утверждения о том, что это первая энциклопедия, в названии которой используется термин «энциклопедия». Однако Роберт Коллисон указывает, что Иоахим Стерк ван Рингельберг использовал слово «циклопедия» для описания своей работы ещё в 1541 году; Коллисон также отмечает, что сама по себе книга Скалиха представляла собой малоинтересную компиляцию.